# Гватемалски кецал
Кетцал (на испански: quetzal) е официалната валута и разплащателно средство в Гватемала. Тя се разделя на 100 сентаво. Кодът на валутата е GTQ. Емитират се банкноти по 1, 5, 10, 20, 50, 100, 200 кетцала. Монетите са: 1, 5, 10, 25, 50 сентаво, както и 1 кетцал. Въведена е в обращение през 1925 г.

## История
Кетцалът е въведен в обращение като официално платежно средство в Гватемала през 1925 г., с влизане в сила на паричния закон, който въвежда златния стандарт и създадава новата парична единица, кетцал, равна на един щатски долар. Кетцалът замества гватемалското песо, което се е използвало дотогава в страната. Със създаването на новата национална парична единица се основава и Централната банка на Гватемала, която става единствен издател на валута, след като тази функция е било извършвана от няколко частни банки преди това.

## Монети
През 1925 г. са въведени монети в купюри от 1, 5, 10 сентаво, 1⁄4, 1⁄2 и 1 кетцал, въпреки че по-голямата част от монетите от 1 кетцал са изтеглени от обращение. Монетите от 1⁄2 и 2 сентаво са въведени през 1932 г. До 1965 г. монети от 5 сентаво и повече са сечени от 72% сребро. Монетите от 1⁄2 и 1 кетцала са въведени съответно през 1998 и 1999 г.

## Банкноти
В обращение са банкноти в купюри от 1, 5, 10, 20, 50, 100 и 200 кетцали от различни години на издаване. Старите банкноти, издадени след 1948 г., все още са законно платежно средство. Те са изключително редки и се изтеглят от обращение, тъй като се износват. Банкнотите от следващите серии се отличават с незначителни промени в дизайна и знаци за защита.
| Серия 1989 – 2009 г. | Серия 1989 – 2009 г. | Серия 1989 – 2009 г. | Серия 1989 – 2009 г. | Серия 1989 – 2009 г. | Серия 1989 – 2009 г.                                                | Серия 1989 – 2009 г.                                      | Серия 1989 – 2009 г. |
| Изображение          | Изображение          | Номинал              | Размери              | Основни цветове      | Описание                                                            | Описание                                                  | В обращение от       |
| Лицева страна        | Обратна страна       | Номинал              | Размери              | Основни цветове      | Лицева страна                                                       | Обратна страна                                            | В обращение от       |
| -------------------- | -------------------- | -------------------- | -------------------- | -------------------- | ------------------------------------------------------------------- | --------------------------------------------------------- | -------------------- |
|                      |                      | 1                    | 67 х 156 mm          | зелено, розово       | Портрет на Хосе Ореляни                                             | Сградата на Банка на Гватемала                            | 2006 г.              |
|                      |                      | 5                    | 67 х 156 mm          | лилав, червен        | Портрет на Хусто Барриоса                                           | Учителка с ученици в клас                                 | 1990 г.              |
|                      |                      | 10                   | 67 х 156 mm          | червен, син          | Портрет на Мигел Гранадос                                           | Заседание на националната асамблея, 1872 г.               | 1989 г.              |
|                      |                      | 20                   | 67 х 156             | син, виолетов        | Портрет на Мариано Галвес                                           | Подписване на акта за независимостта на Централна Америка | 1989 г.              |
|                      |                      | 50                   | 67 х 156 mm          | оранжев, розов       | Портрет на Карлос Сахрисон                                          | Събиране на кафе на плантация                             | 1989 г.              |
|                      |                      | >100                 | 67 х 156 mm          | кафяв, жълт          | Портрет на Франсиско Марокин                                        | Университет в град Сан Карлос Баромео                     | 2001 г.              |
|                      |                      | 200                  | 67 х 156 mm          | син, жълт            | Портрети на Себастиан Коркуера, Мариано Валверде и Герман Алкантари | Руини в лунна нощ                                         | 2009 г.              |